# Martin Pansa
Martin Pansa, vermutlich latinisiert aus Pantzer (* 1580 in Schleusingen; † 1626 in Breslau) war ein deutscher Arzt, Sozialmediziner und Gesundheitsaufklärer. Pansa war Stadtarzt in Breslau.

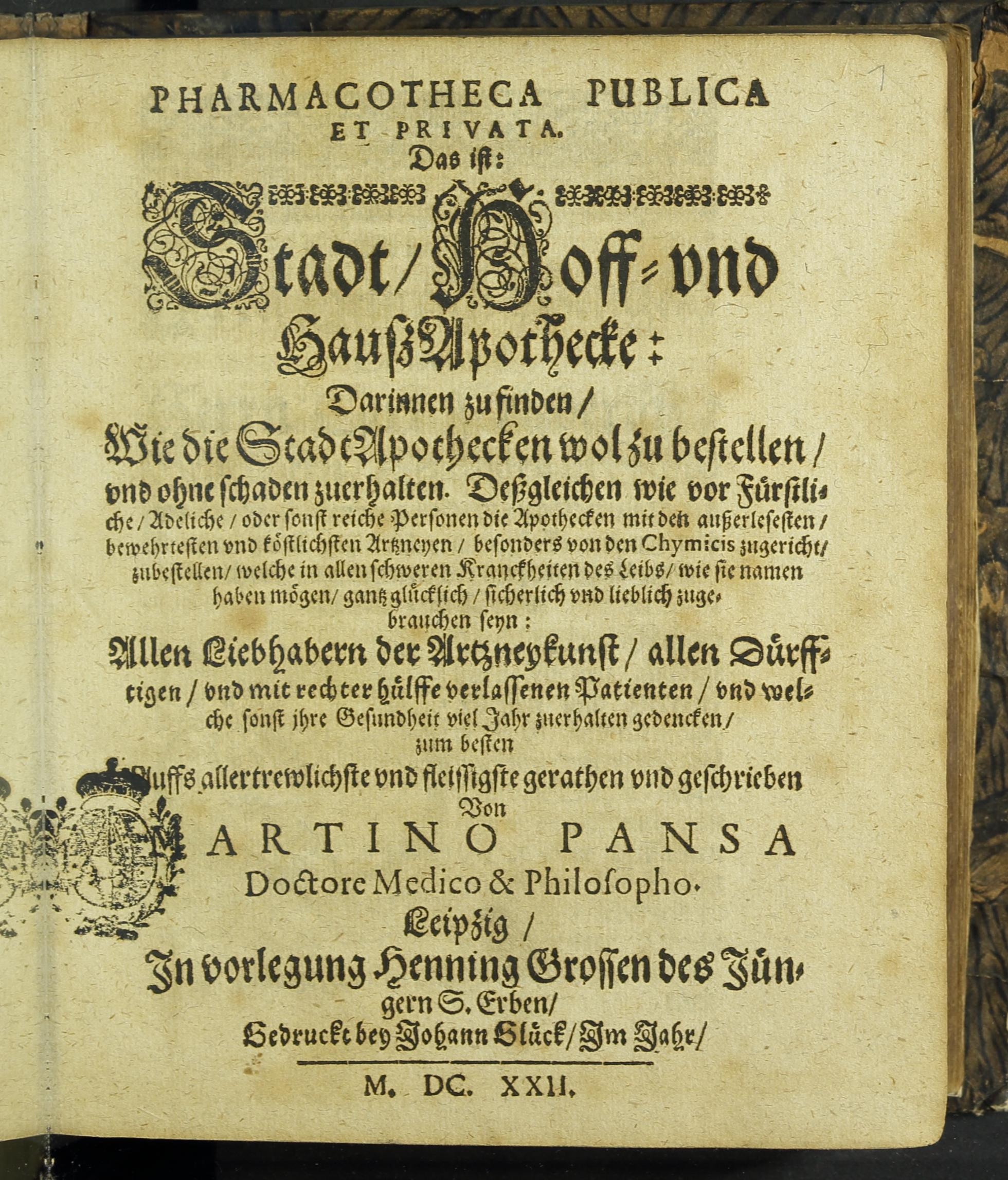
Pharmacotheca publica et privata, das ist Stadt-, Hoff- und Hauß-Apothecke. Leipzig 1622

## Leben und Wirken
Pansa wurde 1580 in Schleusingen in Thüringen geboren. Seine Eltern gehörten zum gehobenen Bürgertum. Nach der Schulzeit in der Lateinschule in Leipzig studierte Pansa die Freien Künste an der Universität Leipzig und erlangte 1603 sein Bakkalaureat und 1605 sein Magister artium.  Im selben Jahr erlangte er sein medizinisches Lizentiat. 1606 wurde er in Basel bei Felix Platter und Caspar Bauhin in Medizin und Philosophie promoviert. 1607 nahm er die Stellung des Stadtarztes in Annaberg an, wo er mit den gesundheitlichen Problemen der Bergleute befasst war. Nach siebenjähriger Tätigkeit wechselte er nach Liegnitz, wo er eine Flecktyphus-Epidemie bekämpfte. Über weitere Stellungen in Stroppen und Trebnitz gelangte er schließlich 1620 nach Breslau, wo er durch Ratsbeschluss zum Stadtarzt ernannt wurde. Er firmierte fortan unter dem selbstgewählten Titel des Medicus Silesiacus, des Arztes von Schlesien. 1626 starb Pansa vermutlich an den Folgen einer Pestepidemie. Seine Schriften waren häufig Kompilationen, zeigen aber sozialmedizinisches Engagement mit medizinalpolitischen Konzepten, mit denen er für eine Kostendämpfung bei Arzneimitteln plädierte und unter Einbezug von Berufsgenossenschaften an Städte und Landesherren appellierte. Er schrieb „Die Artzney ist nicht allein den Reichen, sondern auch den Armen zum besten erschaffen“. Martin Pansa starb 1626 an der Pest.

## Publikationen (Auswahl)
- Theses de generali pestis natura, praeservatione et curatione, 1606 (Pansas erste Dissertation).
- Theses de causis longae brevisque vitae, 1606 (Pansas zweite Dissertation).
- Consilium Peripneumoniacum: Das ist : ein getrewer Rath in der beschwerlichen Berg- und Lungensucht ; darinnen verfasset was die fürnemsten Ursachen seyn beyderley Beschwerungen beydes der gifftigen die vom Bergwerck entstehet: so wol der gemeinen/ die von Flüssen herrühret: Zuvor aber/ wie der Mensch mit der kleinen Welt und mit dem Bergwerck artlich zu vergleichen und wie beyde Suchten zu vertreiben seyn ; allen Lung- und Bergsüchtigen zum besten: Benebens XXX. disputirlichen Fragen von dieser Materia gestellet / durch Martinum Pansam. Leipzig, Schürers, 1614
- Consilium phlebotomicum, Das ist Ein gantz newes, ausführliches und wolgegründetes Aderlaßbüchlein, darinnen angezeiget wird, was vom Aderlassen und Schrepffen eigentlich zuhalten ... 1615
- Consilium antinephriticum, Das ist Ein heylsamer Rathschlag vom Lendenstein, darinnen zwar kürtzlich, jedoch gar deutlich und genugsam angezeiget wird, was der Lendenstein sey, woraus er erwachse und wie man ihn recht erkennen, auch glücklich vertreiben sol. 1615.
- Consilium evacuatorium. 1615.
- Ein hochnützlicher Tractatus von viererley weitberühmten Antidotis. Halle an der Saale 1619.
- Pharmacotheca publica et privata, das ist Stadt-, Hoff- und Hauß-Apothecke. Leipzig 1622 (Digitalisat).
- Kurtze und allgemeine instruction von der gifftigen Seuche der Pestilentz. Breslau 1625.
- Consilium Antipodagricum / 1 : Das ist: Außführlicher bericht, darinnen verfast, ob das Zipperlein eine heilbare Kranckheit sey oder nicht. 1617.
- Consilium Antipodagricum: Das ist: Der ander Rathschlag vom Zipperlein : in welchen fürnemlich und insonderheit von dem angebornen und eingewurtzelten Zipperlein, und von seiner besondern schädligkeit: Deßgleichen von der Chur der Cyprianisten, so in einem hohen Alter. Ferner auch von des Zipperleins Gesellschafft, und andern Gliedersuchten, ... Und letzlich, wie man geheime Artzney und Antidota darwider stellen, und verordnen sol, Band 2. Schürer, 1625.
- Consilium Antipodagricum: Das ist: Der dritte Theil der GichtBücher: darinnen insonderheit zwantzig Epistel von den Gichtsüchtigen Leuten gesandt... Sampt etlichen eingesprengten Censuris, und schönen Discursibus vom podagra auffgezeichnet seyn... Schürer 1623.